# Short track na Zimowej Uniwersjadzie 2025
Short track na Zimowej Uniwersjadzie 2025 – jedna z dyscyplin rozgrywanych podczas zimowej uniwersjady w dniach 21–23 stycznia 2025 w hali Palavela w Turynie we Włoszech. Zawodnicy rywalizowali w dziewięciu konkurencjach – czterech męskich i czterech żeńskich oraz jednej mieszanej.

## Medaliści

### Kobiety
| Data        | Konkurencja     | Złoto            | Srebro      | Brąz         |
| ----------- | --------------- | ---------------- | ----------- | ------------ |
| 21 stycznia | 1500 m          | Kim Gil-li       | Seo Whi-min | Kim Geon-hee |
| 22 stycznia | 500 m           | Kim Gil-li       | Weiying Hao | Seo Whi-min  |
| 23 stycznia | 1000 m          | Kim Gil-li       | Seo Whi-min | Weiying Hao  |
| 23 stycznia | Sztafeta 3000 m | Korea Południowa | Chiny       | Francja      |

### Mężczyźni
| Data        | Konkurencja     | Złoto        | Srebro        | Brąz         |
| ----------- | --------------- | ------------ | ------------- | ------------ |
| 21 stycznia | 1500 m          | Kim Tae-sung | Lee Dong-hyun | Bae Seo-chan |
| 22 stycznia | 500 m           | Kim Tae-sung | Shogo Miyata  | Lee Do-hyun  |
| 23 stycznia | 1000 m          | Kim Tae-sung | Lee Dong-hyun | Bae Seo-chan |
| 23 stycznia | Sztafeta 5000 m | Chiny        | Japonia       | Kazachstan   |

### Konkurencje mieszane
| Data        | Konkurencja     | Złoto            | Srebro | Brąz       |
| ----------- | --------------- | ---------------- | ------ | ---------- |
| 22 stycznia | Sztafeta 2000 m | Korea Południowa | Chiny  | Kazachstan |

## Tabela medalowa
*   Gospodarz ( Włochy)
| Miejsce | Reprezentacja    | Złoto | Srebro | Brąz | Razem |
| ------- | ---------------- | ----- | ------ | ---- | ----- |
| 1       | Korea Południowa | 8     | 4      | 5    | 17    |
| 2       | Chiny            | 1     | 3      | 1    | 5     |
| 3       | Japonia          | 0     | 2      | 0    | 2     |
| 4       | Kazachstan       | 0     | 0      | 2    | 2     |
| 5       | Francja          | 0     | 0      | 1    | 1     |
| Razem   | Razem            | 9     | 9      | 9    | 27    |